# Va chạm không đàn hồi

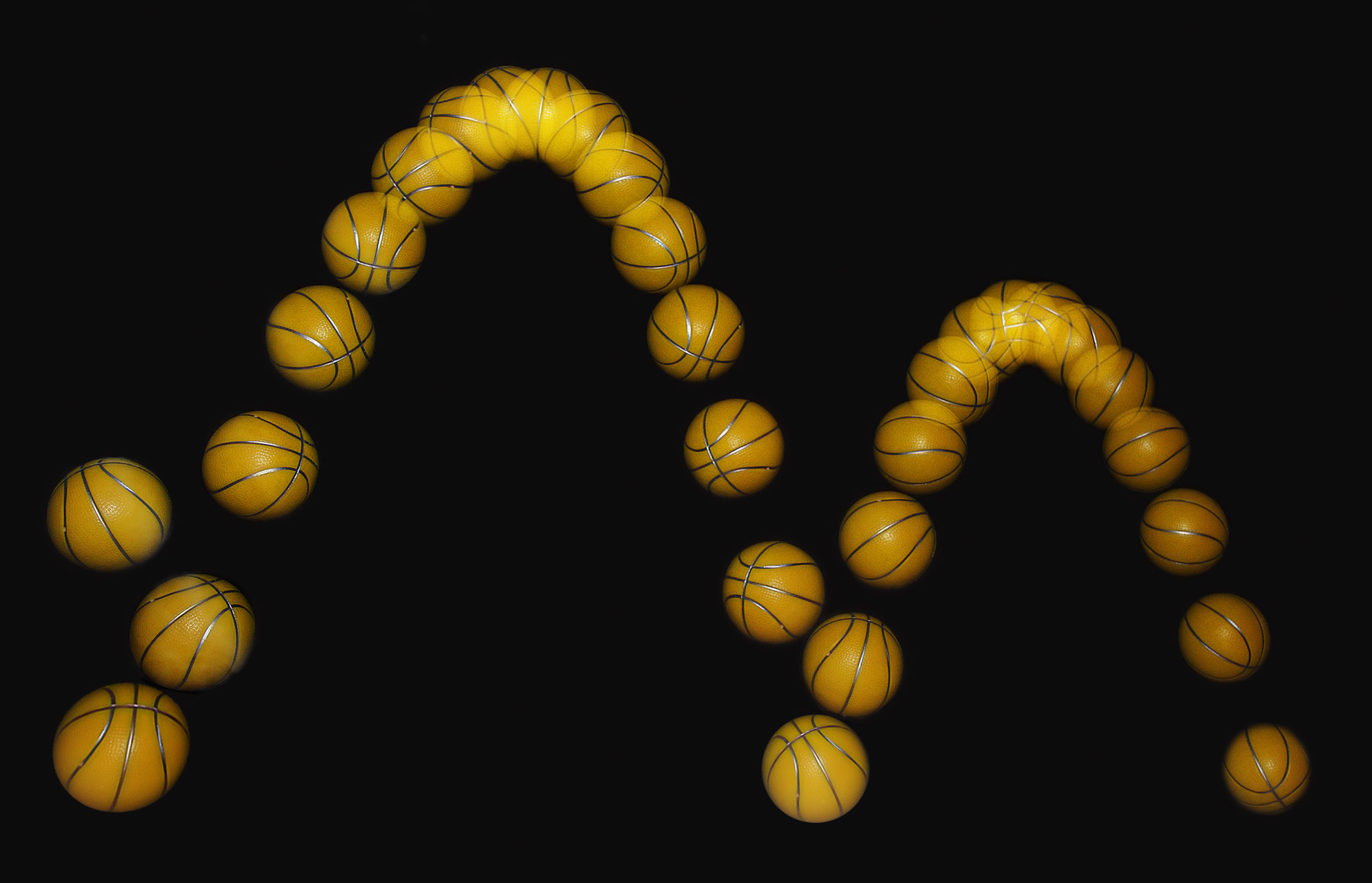
Một quả bóng nảy được chụp bằng đèn flash trợ sáng với tốc độ 25 hình ảnh mỗi giây. Mỗi va chạm của quả bóng đều là không đàn hồi, nghĩa là có năng lượng tiêu hao ở mỗi lần nảy. Bỏ qua sức cản của không khí, căn bậc hai của tỷ số giữa chiều cao của một lần nảy với chiều cao trước đó sẽ cho hệ số hồi phục của quả bóng/bề mặt.

Va chạm không đàn hồi, ngược lại với va chạm đàn hồi, là va chạm trong đó động năng không được bảo toàn do tác dụng của nội ma sát.
Trong va chạm của các vật thể vĩ mô, một phần động năng được chuyển thành năng lượng dao động của các nguyên tử, tỏa ra nhiệt và các vật thể bị biến dạng.
Các phân tử của chất khí hoặc chất lỏng hiếm khi xảy ra va chạm đàn hồi hoàn toàn bởi vì động năng được trao đổi giữa chuyển động tịnh tiến của phân tử và bậc tự do nội tại của chúng trong mỗi va chạm. Tại bất kỳ thời điểm nào, một nửa số va chạm – ở một mức độ khác nhau – là không đàn hồi (va chạm này sở hữu ít động năng hơn sau va chạm so với trước đó), và một nửa có thể được mô tả là "siêu đàn hồi" (sở hữu nhiều động năng sau va chạm hơn trước khi va chạm). Tính trung bình trên toàn bộ mẫu, va chạm phân tử có tính đàn hồi.  Mặc dù va chạm không đàn hồi không bảo toàn về động năng, nhưng chúng tuân theo định luật bảo toàn động lượng. Mô hình đơn giản con lắc đạn đạo tuân thủ định luật bảo toàn động năng chỉ khi khối rắn đến vị trí góc lớn nhất của nó.

## Công thức
Công thức cho vận tốc các vật sau va chạm xuyên tâm  là:
{\displaystyle v_{a}={\frac {C_{R}m_{b}(u_{b}-u_{a})+m_{a}u_{a}+m_{b}u_{b}}{m_{a}+m_{b}}}}
{\displaystyle v_{b}={\frac {C_{R}m_{a}(u_{a}-u_{b})+m_{a}u_{a}+m_{b}u_{b}}{m_{a}+m_{b}}}}
trong đó
va là vận tốc cuối cùng của vật thứ nhất sau va chạm
vb là vận tốc cuối cùng của vật thứ hai sau va chạm
ua là vận tốc ban đầu của vật thứ nhất trước khi va chạm
ub là vận tốc ban đầu của vật thứ hai trước khi va chạm
ma là khối lượng của vật thứ nhất
mb là khối lượng của vật thứ hai
CR là hệ số hồi phục; nếu bằng 1 thì đó là va chạm đàn hồi; nếu là 0, chúng ta có một va chạm hoàn toàn không đàn hồi.
Trong hệ quy chiếu khối tâm, các công thức trở thành:
{\displaystyle v_{a}=-C_{R}u_{a}}
{\displaystyle v_{b}=-C_{R}u_{b}}